# Osterwohle
Osterwohle este o comună în Saxonia-Anhalt, Germania
1. ↑  GeoNames